# Belgische kampioenschappen atletiek 2004
In 2004 werden de Belgische kampioenschappen atletiek Alle Categorieën gehouden op 10 en 11 juli in het Koning Boudewijnstadion in Brussel, met uitzondering van het kogelslingeren voor mannen, dat op 11 juli 2004 plaatsvond in Anderlecht. 
De nationale kampioenschappen 10.000 m voor mannen en vrouwen en 3000 m steeple voor vrouwen werden in de week voorafgaand op 7 juli 2004 verwerkt in Sint-Lambrechts-Woluwe. 

## Uitslagen
| Atleet                | Prestatie | Onderdeel            | Atlete                | Prestatie    |
| --------------------- | --------- | -------------------- | --------------------- | ------------ |
| Patrick Stevens       | 10,43 s   | 100 m                | Kim Gevaert           | 11,14 s (NR) |
| Anthony Ferro         | 20,97 s   | 200 m                | Kim Gevaert           | 22,55 s      |
| Xavier De Baerdemaker | 47,23 s   | 400 m                | Sandra Stals          | 53,34 s      |
| Tom Omey              | 1.51,21   | 800 m                | Shanna Major          | 2.06,43      |
| Ridouane Es Saadi     | 4.01,04   | 1500 m               | Veerle Dejaeghere     | 4.13,80      |
| Tom Compernolle       | 14.05,49  | 5000 m               | Fatiha Baouf          | 15.50,20     |
| Tom Van Hooste        | 28.58,15  | 10.000 m             | Mounia Aboulahcen     | 33.54,25     |
| -                     | -         | 100 m horden         | Elisabeth Davin       | 13,67 s      |
| Damien Broothaerts    | 13,91 s   | 110 m horden         | -                     | -            |
| Piet Deveughele       | 52,02 s   | 400 m horden         | Joke Mortier          | 59,73 s      |
| Pieter Desmet         | 8.32,91   | 3000 m steeplechase  | Stephanie De Croock   | 10.17,67     |
| Stijn Stroobants      | 2,11 m    | hoogspringen         | Sabrina De Leeuw      | 1,77 m       |
| Kevin Rans            | 5,20 m    | polsstokhoogspringen | Irina Dufour          | 4,11 m (NR)  |
| Gert Messiaen         | 7,41 m    | verspringen          | Caroline Lahaye       | 5,97 m       |
| Michael Velter        | 15,83 m   | hink-stap-springen   | Jessica Van de Steene | 12,54 m      |
| Wim Blondeel          | 18,88 m   | kogelstoten          | Veerle Blondeel       | 15,85 m      |
| Jo Van Daele          | 60,91 m   | discuswerpen         | Veerle Blondeel       | 55,89 m      |
| Marc Van Mensel       | 69,35 m   | speerwerpen          | Cindy Stas            | 53,18 m      |
| Walter De Wyngaert    | 63,35 m   | kogelslingeren       | Patricia Blondeel     | 46,46 m      |

1889 · 
1890 · 
1891 · 
1892 · 
1893 · 
1894 · 
1895 · 
1896 · 
1897 · 
1898 · 
1899 · 
1900 · 
1901 · 
1902 · 
1903 · 
1904 · 
1905 · 
1906 ·
1907 ·
1908 · 
1909 · 
1910 · 
1911 · 
1912 · 
1913 · 
1914 · 
1919 · 
1920 · 
1921 · 
1922 · 
1923 · 
1924 · 
1925 · 
1926 · 
1927 · 
1928 · 
1929 · 
1930 · 
1931 · 
1932 · 
1933 · 
1934 · 
1935 · 
1936 · 
1937 · 
1938 · 
1939 · 
1940 · 
1941 · 
1942 · 
1943 · 
1944 · 
1945 · 
1946 · 
1947 · 
1948 · 
1949 · 
1950 · 
1951 · 
1952 · 
1953 · 
1954 · 
1955 · 
1956 · 
1957 · 
1958 · 
1959 · 
1960 · 
1961 · 
1962 · 
1963 · 
1964 · 
1965 · 
1966 · 
1967 · 
1968 · 
1969 · 
1970 · 
1971 · 
1972 · 
1973 · 
1974 · 
1975 · 
1976 · 
1977 · 
1978 · 
1979 · 
1980 · 
1981 · 
1982 · 
1983 · 
1984 · 
1985 · 
1986 · 
1987 · 
1988 · 
1989 · 
1990 · 
1991 · 
1992 · 
1993 · 
1994 ·
1995 · 
1996 · 
1997 · 
1998 · 
1999 · 
2000 · 
2001 · 
2002 · 
2003 · 
2004 · 
2005 · 
2006 · 
2007 · 
2008 · 
2009 · 
2010 · 
2011 · 
2012 · 
2013 · 
2014 · 
2015 · 
2016 · 
2017 · 
2018 · 
2019 · 
2020 · 
2021 · 
2022 · 
2023 · 
2024